# Basilique Notre-Dame-de-Walsingham de Houghton Saint Giles
La basilique Notre-Dame-de-Walsingham de Houghton Saint Giles, également connue sous le nom de chapelle Slipper (en anglais : Slipper Chapel) ou de chapelle Sainte-Catherine-d'Alexandrie, est une basilique catholique située à Houghton Saint Giles (en), dans le North Norfolk (Angleterre). Construite en 1340, c'était la dernière chapelle sur la route des pèlerins vers Walsingham.
Retirée du culte lors de la Réforme anglaise au XVIe siècle, elle est utilisée pour des fonctions non religieuses avant d'être rachetée en 1896 par une fidèle anglaise, restaurée et remise en service tout à la fin du XIXe siècle. Cette chapelle devient progressivement le centre du sanctuaire Notre-Dame-de-Walsingham, sanctuaire national de l’Église catholique britannique.
Le 15 août 1954, le pape Pie XII accorde le couronnement canonique de la statue de la Bienheureuse Vierge Marie vénérée sous le titre de Notre-Dame de Walsingham, statue installée dans la chapelle lors de sa restauration en 1897.
En 1959, la chapelle est classé comme monument remarquable au Royaume-Uni.
En 2015, le pape François élève l'édifice, par décret apostolique, au statut de basilique mineure.
Chaque année, des dizaines de milliers de pèlerins chrétiens (catholiques mais aussi anglicans), se rendent dans ce sanctuaire pour y prier Notre-Dame de Walsingham.

## Historique

### Notre-Dame de Walsingham
Notre-Dame de Walsingham est un titre donné à la Bienheureuse Vierge Marie vénérée tant par les catholiques, les chrétiens orthodoxes de rite occidental que par certains anglicans. Cette vénération est liée aux apparitions mariales rapportées par Richeldis de Faverches (en), une noble et pieuse dame anglaise, en 1061 dans le village de Walsingham du comté de Norfolk (Angleterre). Lady Richeldis aurait fait construire un bâtiment nommé « La Sainte Maison » ((en) The Holy House) à Walsingham, lieu qui est devenu plus tard un sanctuaire et un lieu de pèlerinage,.
Un siècle plus tard, cette Sainte Maison est transmise à des chanoines réguliers de saint Augustin qui y fondent le prieuré à Walsingham. Ce prieuré et lieu de pèlerinage connait un développement florissant avec de nombreuses visites royales. C'est dans le cadre de ce pèlerinage qu'est construite la chapelle Slipper, qui est la dernière étape du pèlerinage vers le sanctuaire marial. Au XVIe siècle, lors de la Réforme anglaise initiée par Henri VIII le sanctuaire est détruit et la chapelle Slipper retirée du culte,.
Au tournant du XXe siècle, le culte de Notre-Dame de Walsingham renait, la chapelle est restaurée, un sanctuaire marial reconstruit. Le culte à la Vierge de Walsingham fédère plusieurs Églises chrétiennes (catholiques, anglicans et mêmes orthodoxes), créant un mouvement œcuménique autour de cette dévotion. Cette dévotion se développe également à l'extérieur du pays,,.

### La chapelle Slipper
Lors de la construction de la chapelle Slipper, au XIVe siècle, le pèlerinage de Walsingham était le second en rang d'importance (après celui de Cantorbery) sur le sol anglais.
En 1538, après la Réforme anglaise menée par le roi Henri VIII, la chapelle tombe en désuétude et se voit reléguée à divers usages comme maison pour pauvre, forge, étable, et finalement simple grange. En 1863, une riche femme locale, Mlle Charlotte Pearson Boyd (1837-1906), qui s'est convertie au catholicisme (après avoir été anglicane), identifie le bâtiment comme l'antique chapelle Splipper. Elle achète le bâtiment au propriétaire de la ferme en 1896, puis la restaure avant d'en faire don à l'abbaye de Downside pour un usage religieux catholique. Le 6 février 1897, le pape Léon XIII autorise le rétablissement du culte religieux dans la chapelle, ainsi que la vénération publique de la statue de la Vierge. La chapelle fait l'objet d'une restauration en 1904 par l'architecte Thomas Garner (en), qui y adjoint un presbytère.

### Le sanctuaire

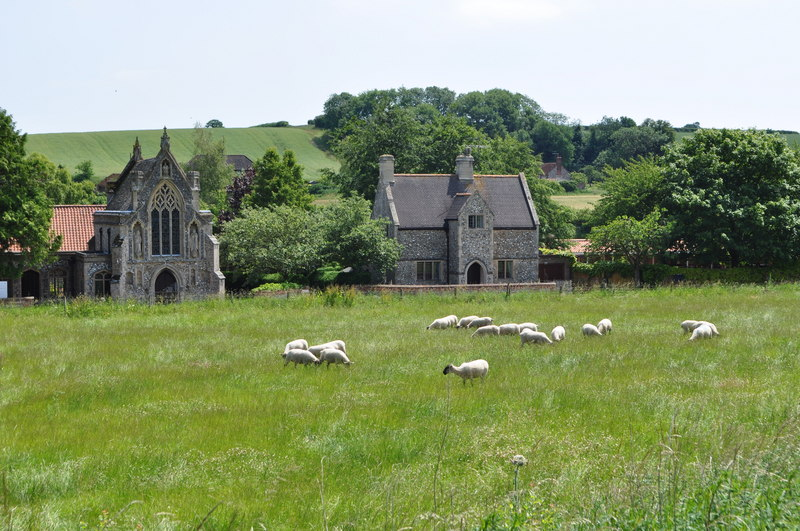
Vue de la chapelle, et du presbytère construit au début du XXe siècle.

Après la destruction du sanctuaire catholique de Notre-Dame de Walsingham au XVIe siècle, un premier petit sanctuaire catholique va être reconstruit à la fin du XIXe siècle, dans la ville de King's Lynn. Vers 1890, le curé, George Wrigglesworth, fait ajouter sur le côté de l'église une longue chapelle basse à toit en tonneau, qu'il consacre comme « sanctuaire de Notre-Dame de Walsingham ».
Le 15 août 1934, pour la fête de l'Assomption, Laurence Youens (en), évêque de Northampton (en), célèbre la première messe publique dans la chapelle Slipper depuis quatre cents ans. Le 17 du mois, le cardinal Francis Bourne dirige un pèlerinage national des évêques catholiques d'Angleterre et pays de Galles en présence de plus de 10 000 fidèles de King's Lynn jusqu'à la chapelle Slipper. Ce pèlerinage marque le « transfert du sanctuaire de Notre-Dame de Walsingham » sur ce lieu qui devient le « sanctuaire national catholique de Notre-Dame ».
En 1938, la chapelle du Saint-Esprit est construite à côté de la chapelle Slipper, agrandissant ainsi le sanctuaire naissant. Pour répondre à l'afflux des pèlerins, en 1980 une nouvelle chapelle (d'une capacité de 700 places) est construite. Dans les années suivantes, un réseau de bâtiments est mis en place autour des jardins du sanctuaire pour accueillir des bureaux, une boutique, un café et des toilettes.

## Description

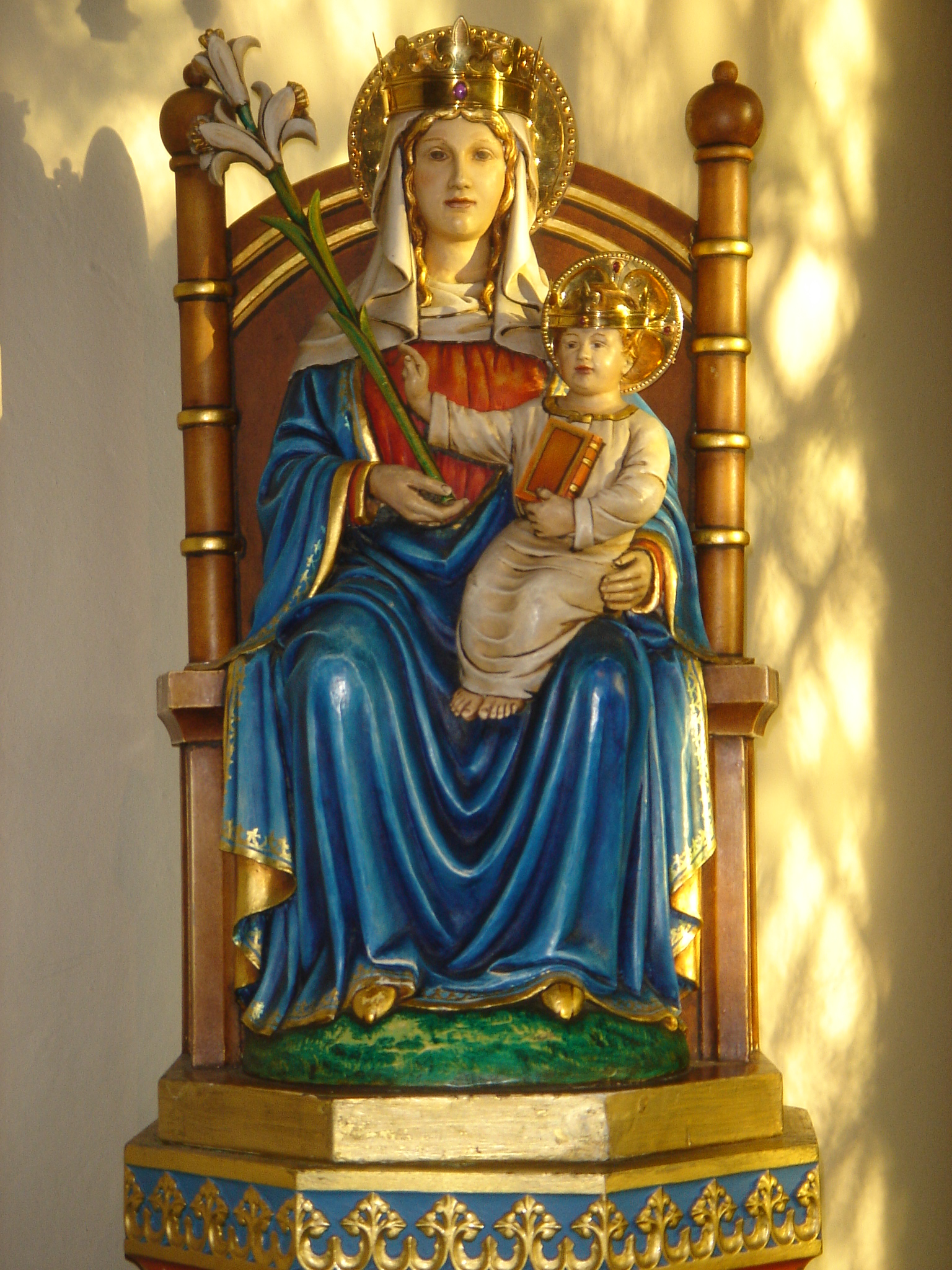
N.-D de Walsingham.

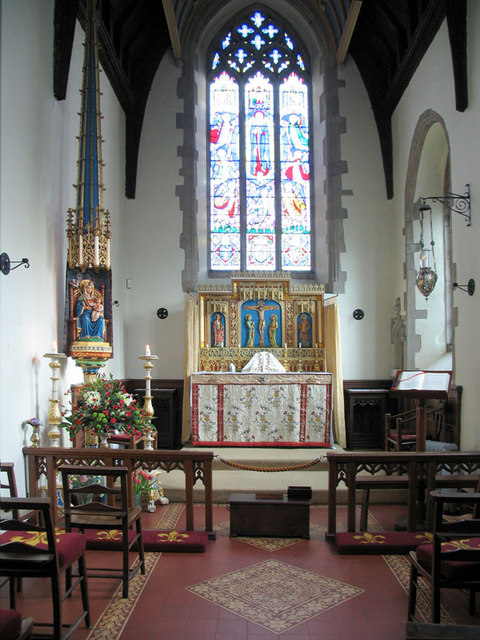
Le chœur de la chapelle.

Un couloir relie la chapelle avec la chapelle du Saint-Esprit. Ce couloir qui mène à une porte dans le coin nord-ouest de la chapelle Slipper, porte qui est le point habituel d'entrée dans l'édifice.
Le retable présent dans l'église a été réalisé par James et Lilian Dagless.
Le vitrail représentant l'Assomption (juste au-dessus du retable) est l’œuvre de Geoffrey Webb. Le vitrail de la fenêtre ouest, représentant l'Annonciation est l'œuvre d'Alfred Fisher. Ce vitrail a été installé en 1997 pour fêter le centenaire du premier pèlerinage post-Réforme à Walsingham.
La statue en pierre de la Vierge Marie présente dans la chapelle a été sculptée par Marcel Barbeau. Cette statue a été emmenée à Wembley pour être bénie par le pape Jean-Paul II lors de sa visite en Angleterre le 29 mai 1982.

## Notoriété
Le 6 mars 1959, l'église est classé comme monument remarquable par les services gouvernementaux de Grande-Bretagne,.
En 2007, la Slipper Chapel figure dans la série documentaire de la BBC How We Built Britain (en) (« Comment nous avons construit la Grande-Bretagne »), présentée par David Dimbleby.
Le 27 décembre 2015, le pape François élève la chapelle (ainsi que le sanctuaire Notre-Dame-de-Walsingham) au statut de basilique mineure, via un décret pontifical de la Congrégation pour le culte divin et la discipline des sacrements. La chapelle devient ainsi la quatrième basilique mineure du pays,,.

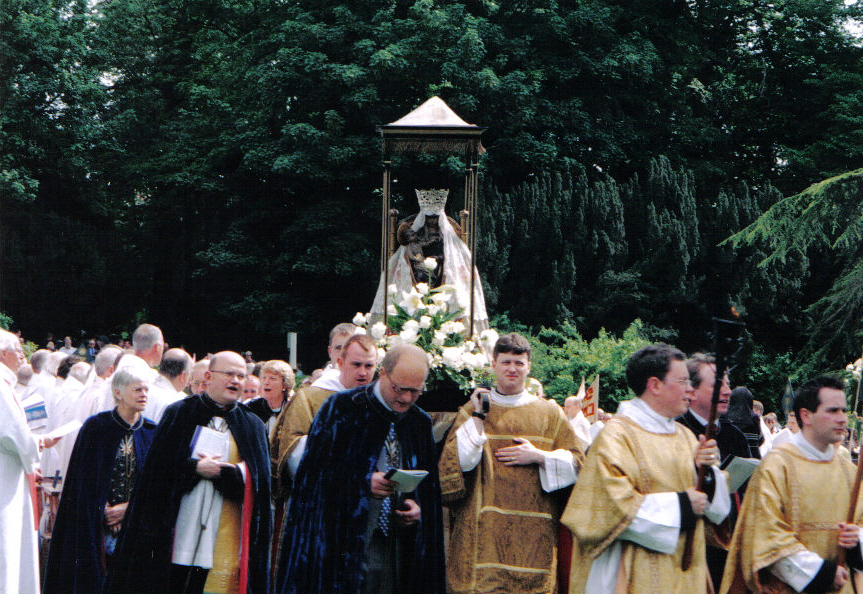
Pèlerinage de la communauté anglicane.

Des pèlerins anglicans se rendent régulièrement en pèlerinage dans le sanctuaire catholique, et inversement des pèlerins catholique se rendent sur le sanctuaire anglican de Walsingham. Ces pèlerinages peuvent prendre des proportions importantes, par exemple :
- en 1980, 10 000 catholiques ont accompagné le cardinal Hume et ses évêques au sanctuaire anglican de Walsingham (en partant en pèlerinage du sanctuaire catholique) ;
- cette même année (1980), 15 000 pèlerins anglicans, dirigés par l'archevêque de Cantorbéry, ont visité la chapelle Slipper pour allumer une bougie et faire, à leur tour, une prière pour « l'unité des chrétiens ».

### Sources
- (en) Cet article est partiellement ou en totalité issu de l’article de Wikipédia en anglais intitulé « Basilica of Our Lady of Walsingham » (voir la liste des auteurs).